# 8月13日
8月13日是阳历年的第225天（闰年是226天），离一年的结束还有140天。

## 大事记

### 19世紀以前
- 582年：莫里斯加冕為拜占庭皇帝，接替提比略二世。
- 1521年：征服者埃爾南·科爾特斯的西班牙軍隊攻陷阿茲特克首都特諾奇提特蘭，皇帝夸烏特莫克投降。
- 1553年：亞拉岡王國神學家米格爾·塞爾韋特在日內瓦參加約翰·喀爾文的布道會時遭到逮捕。
- 1642年：荷兰科学家克里斯蒂安·惠更斯发现火星南极冠。
- 1650年：喬治·蒙克將軍建立冷溪衛隊的前身，該團是英國軍隊中持續服役時間最長的正規團。
- 1704年：在西班牙王位繼承戰爭期間，約翰·邱吉爾的奧格斯堡同盟聯軍在布倫亨戰役取得關鍵勝利。
- 1792年：法國大革命：法国国王路易十六和被關入监狱。

### 19世紀
- 1803年：清朝封阮福映为安南国王。
- 1814年：好望角省成为英国殖民地。
- 1889年：美国人威廉·格雷获得投币式电话专利。

### 20世紀
- 1905年：挪威成为独立国家。
- 1912年：法国医生加斯顿·奥丁發現癌细胞。[1][需要較佳来源]
- 1920年：波苏战争：华沙战役打响。
- 1937年：日本軍在上海市以上海租界和軍艦為基地向中國守軍發起攻擊，淞滬會戰爆發。
- 1940年：第二次世界大战：不列顛空戰爆發。
- 1958年：大跃进：中国湖北麻城早稻产量放卫星，根據《人民日报》报道，麻溪河乡建国第一农业社早稻田创造了平均亩产乾穀三万六千九百五十六斤的假纪录。
- 1960年：中非共和國宣布脫離法国独立。
- 1961年：東德政府開始圍繞西柏林建造柏林圍牆，藉由隔離牆封鎖東柏林和西柏林的交通往來。
- 1968年：希腊政治家亚历山德罗斯·帕纳古利斯尝试暗杀希腊军政府独裁者乔治斯·帕帕佐普洛斯。
- 1969年：苏联与中国在新疆铁列克提发生军事冲突。
- 1985年：中华人民共和国国务院批准实施星火计划。
- 1999年：日本通過《國旗及國歌相關法律》，正式將「日之丸」與《君之代》分別確立為日本國旗與國歌。

### 21世紀
- 2001年：日本內閣總理大臣小泉纯一郎參拜供奉靖國神社，引起中國、南韓、譴責。
- 2004年：第28届奥林匹克运动会在希腊雅典正式开幕。
- 2004年：在熱帶風暴邦妮襲擊美國佛羅里達州僅22小時之後，颶風查利對該地區造成了進一步的破壞。
- 2007年：中國湖南省鳳凰縣剛剛竣工的沱江大橋倒塌。
- 2016年：科學家發現棲息在格陵蘭和冰島周圍北大西洋海域的小頭睡鯊是世界上最長壽的脊椎動物。
- 2014年：一架私人飛機在巴西聖保羅州桑托斯市附近的住宅區墜落，造成多人傷亡，即將於10月角逐巴西總統大選的愛德華多·坎波斯於這場意外中罹難[2]。
- 2018年：台灣新北市的臺北醫院凌晨4點在護理之家7樓7A23房編號235的床鋪起火，多人一氧化碳中毒，最終造成15死37傷。
- 2020年：以色列和阿联酋达成和平协议。
- 2020年：位於澳大利亞西部之赫特河公國（私人國家）宣布滅亡，成為2019冠狀病毒病疫情襲擊下首個覆滅之政權。
- 2021年：香港民間人權陣線宣布解散。

## 出生
- 1311年：阿方索十一世，雷昂、卡斯提亞國王（1350年逝世）
- 1574年：山姆·德·尚普蘭，法國探險家、地理學家，魁北克市的建立者（1635年逝世）
- 1625年：拉斯穆·巴多林，丹麥物理學家（1698年逝世）
- 1743年：瑪麗亞·伊麗莎白，神聖羅馬帝國奥地利女大公（1808年逝世）
- 1752年：瑪麗亞·卡洛琳娜，那不勒斯、西西里王后（1814年逝世）
- 1757年：詹姆斯·吉爾雷，英國諷刺漫畫家、版畫家（1815年逝世）
- 1792年：薩克森-邁寧根的阿德萊德，英國王后（1849年逝世）
- 1810年：緒方洪庵，日本醫生、蘭學家、教育家（1863年逝世）
- 1814年：安德斯·埃格斯特朗，瑞典物理學家，光譜學奠基人（1874年逝世）
- 1818年：露西·斯通，美國女演說家、社會運動家（1893年逝世）
- 1819年：喬治·斯托克斯，愛爾蘭數學家、物理學家（1903年逝世）
- 1820年：喬治·格羅夫，英國音樂史作家（1900年逝世）
- 1830年：古斯塔夫·蘭格，德國作曲家（1889年逝世）
- 1831年：薩洛蒙·雅達松，德國作曲家、音樂教育家（1902年逝世）
- 1860年：安妮·奧克利，美國女神槍手（1926年逝世）
- 1866年：喬瓦尼·阿涅利，義大利企業家（1945年逝世）
- 1869年：保羅·貝恩克，德國海軍將領（1937年逝世）
- 1871年：卡爾·李卜克內西，德國馬克思主義政治家、律師（1919年逝世）
- 1872年：里夏德·維爾施泰特，德國有機化學家，1915年諾貝爾化學獎得主（1942年逝世）
- 1879年：約翰·艾爾蘭，英國作曲家、音樂教育家（1962年逝世）
- 1888年：約翰·羅傑·貝爾德，英國工程師、發明家（1946年逝世）
- 1891年：李宗仁，中華民國政治家（1969年逝世）
- 1893年：梅原末治，日本考古學家（1983年逝世）
- 1899年：亞佛烈德·希區考克，美國電影導演、製片人，被稱為「懸疑電影大師」（1980年逝世）
- 1902年：菲力斯·汪克爾，德國機械工程師（1988年逝世）
- 1907年：索非亞·羅哈斯，哥倫比亞超級人瑞（2022年逝世）
- 1911年：威廉·伯恩巴克，美國廣告製作人（1982年逝世）
- 1911年：伯特·T·康布斯，美國法官，前肯塔基州州長、美國聯邦第六巡迴上訴法院法官（1991年逝世）
- 1911年：奧爾良-布拉干薩的伊莎貝爾，巴黎伯爵夫人（2003年逝世）
- 1912年：本·霍根，美國高爾夫運動員（1997年逝世）
- 1912年：薩爾瓦多·盧瑞亞，美國微生物學家，1969年諾貝爾生理學或醫學獎得主（1991年逝世）
- 1913年：馬卡里奧斯三世，賽普勒斯主教、政治人物，首任賽普勒斯總統（1977年逝世）
- 1918年：弗雷德里克·桑格，英國生物化學家，1958年及1980年諾貝爾化學獎得主（2013年逝世）
- 1922年：查克·吉爾摩，美國籃球運動員（2011年逝世）
- 1926年：，古巴政治家、軍事家、革命家，古巴革命領袖（2016年逝世）
- 1934年：玄哲海，朝鮮人民軍元帥（2022年逝世）
- 1936年：維賈雅蒂瑪拉，印度女演員
- 1936年：申久，韓國男演員
- 1942年：侯賽因·哈布雷，第7任查德總統（2021年逝世）
- 1942年：羅伯特·斯圖爾特，美國太空人
- 1943年：埃薩·帕斯卡爾-特魯羅，海地政治人物，曾任代理海地總統，世界首位黑人女總統
- 1945年：蓋瑞·格雷戈爾，美國籃球運動員
- 1946年：杜國威，香港男編劇
- 1946年：珍妮特·耶倫，美國經濟學家，現任美國財政部長
- 1948年：凱瑟琳·芭特爾，美國女高音歌唱家
- 1949年：菲利普·珀蒂，法國高空走鋼絲表演家
- 1950年：簡·卡爾，英國女演員
- 1951年：丹·佛格柏，美國男歌手（2007年逝世）
- 1952年：李嗣涔，臺灣電機工程學家
- 1954年：唐納德·阿什利，香港男鼓手（2014年逝世）
- 1954年：林肯·迪亞斯-巴拉特，美國政治人物（2025年逝世）
- 1955年：保羅·葛林葛瑞斯，英國電影導演、編劇
- 1957年：惠天賜，香港男演員（2012年逝世）
- 1959年：托马斯·拉维利，瑞典足球运动员
- 1959年：劉世芳，台灣政治人物
- 1961年：近藤浩治，日本遊戲音樂作曲家、音效指導
- 1962年：約翰·史萊特利，美國男演員
- 1963年：詩麗黛瑋，印度女演員（2018年逝世）
- 1963年：栗原美紀子，日本女配音員
- 1965年：松尾早人，日本作曲家
- 1966年：宋祖英，中國女歌手
- 1966年：畑亞貴，日本女音樂家
- 1966年：斯庫特·貝瑞，美國籃球運動員
- 1967年：金星，中國舞蹈家、節目主持人
- 1967年：戴夫·詹默森，美國籃球運動員
- 1967年：珍妮·艾尼茲，玻利維亞政治人物、律師，曾任玻利維亞臨時總統
- 1968年：蕭薔，台灣女演員
- 1969年：伊藤綠，日本花式滑冰女運動員
- 1970年：阿蘭·席勒，英格蘭足球運動員
- 1971年：野島正弘，日本棒球運動員
- 1973年：篠原涼子，日本女演員、歌手
- 1974年：祖·佩利，英格蘭斯諾克運動員
- 1974年：永野愛，日本女配音員
- 1975年：胡海泉，中國男歌手、羽·泉成員
- 1976年：劉浩龍，香港男歌手、演員
- 1976年：傑諾·卡萊爾，美國籃球運動員
- 1976年：尼古拉斯·拉潘蒂，厄瓜多網球運動員
- 1978年：薛佳凝，中國女演員
- 1979年：杉村太藏，日本政治家
- 1980年：梁又仟，香港女演員、模特兒
- 1981年：藍迪·梅森傑，美國棒球運動員
- 1982年：賽巴斯汀·史坦，美國男演員
- 1982年：莎拉·赫卡比·桑德斯，美國政治家
- 1982年：加利·麥舒菲爾，英國足球運動員
- 1982年：喬恩·維納布爾斯，英國現代歷史上年齡最小的殺人犯
- 1983年：郭怡伶，台灣女演員
- 1983年：盧博米爾·米查利克，斯洛伐克足球運動員
- 1984年：阿廖娜·邦達連科，烏克蘭網球女運動員
- 1984年：尼科·克蘭尼察，克羅埃西亞足球運動員
- 1984年：布恩·羅根，美國棒球運動員
- 1984年：詹姆斯·莫里森，英國男歌手
- 1986年：林芯儀，台灣女歌手
- 1986年：古原靖久，日本男演員
- 1986年：朱梓驍，中國男演員
- 1986年：狄米崔斯·詹森，美國綜合格鬥運動員
- 1988年：譚嘉儀，香港女歌手
- 1988年：MØ，丹麥女歌手
- 1988年：富岡美沙子，日本女性聲優
- 1988年：基思·本森，美國籃球運動員
- 1989年：王上豪，台灣男演員
- 1990年：Serrini，香港女歌手
- 1990年：葉月抹茶，日本漫畫家
- 1990年：宮澤佐江，日本女子偶像團體SKE48前成員
- 1990年：德馬庫斯·考辛斯，美國職業籃球運動員
- 1990年：班傑明·史譚保利，法國職業足球運動員
- 1991年：畢夏，中國女歌手、演員
- 1992年：盧卡斯·莫拉，巴西足球運動員
- 1993年：尹普美，韓國女子偶像團體Apink成員
- 1994年：安德烈娅·梅萨，墨西哥模特兒
- 1994年：梁菁琳，香港女演員
- 1995年：范薇，中國女歌手、演員
- 1995年：趙在玩，韓國職業足球運動員
- 1995年：謝利娜·強科维奇，塞爾維亞職業足球運動員
- 1996年：安東妮亞·羅特內，德國女子網球運動員
- 1997年：呂珍九，韓國男演員
- 1997年：陳卓璇，中國女子偶像團體硬糖少女303成員
- 2000年：羅渽民，韓國男子偶像團體NCT成員
- 2002年：松田詩野，日本女子衝浪運動員
- 生年不詳：富岡美沙子，日本女性聲優

## 逝世
- 604年：隋文帝杨坚，隋朝开国皇帝（541年出生）
- 1822年：讓-羅貝爾·阿爾岡，瑞士著名数学家（1768年出生）
- 1826年：勒内·拉埃内克，法国醫學家，聽診器的发明者（1781年出生）
- 1863年：欧仁·德拉克罗瓦，法國著名浪漫主義畫家（1798年出生）
- 1865年：伊格納茲·塞麥爾維斯，匈牙利妇产科专家（1818年出生）
- 1907年：赫爾曼·卡爾·沃格爾，德国天文学家（1841年出生）
- 1910年：弗羅倫斯·南丁格爾，近代護理學與護理教育創始人（1820年出生）
- 1912年：儒勒·马斯内，法國作曲家（1842年出生）
- 1917年：爱德华·比希纳，德国生物化学家，1907年获诺贝尔化学奖（1860年出生）
- 1945年：鹿野忠雄，日本博物學家、探險家、昆蟲學家、文化人類學家、民俗學家（1906年出生）
- 1946年：H·G·威尔斯，英国科幻小说作家（1866年出生）
- 1949年：伊澤多喜男，日本政治人物，第10任臺灣總督（1869年出生）
- 1952年：威爾姆·歐森菲德，德國國防軍上尉，因拯救瀕死的波蘭猶太裔鋼琴家華迪史洛·史匹曼而聞名（1895年出生）
- 1965年：池田勇人，日本政治人物，第58－60任內閣總理大臣（1899年出生）
- 1984年：提格蘭·彼得羅相，蘇聯西洋棋棋手（1929年出生）
- 1994年：何基明，臺灣電影導演（1916年出生）
- 1995年：米奇·曼托，美國職棒球員（1931年出生）
- 2004年：茱莉亞·柴爾德，美國廚師、作家、電視節目主持人（1912年出生）
- 2006年：艾華士，退伍駐香港英軍，曾參加第二次世界大戰（1918年出生）
- 2007年：皆川米子，日本在世最年長者（1893年出生）
- 2008年：昂利·嘉当，法國著名數學家（1904年出生）
- 2008年：梁銘彥，香港前政府官员（1941年出生）
- 2009年：伊姆雷·西蒙，匈牙利裔巴西數學家、計算機科學家（1943年出生）
- 2012年：廖秀年，臺灣教育人物，臺灣第一位國小女校長（1915年出生）
- 2013年：佐渡川準，日本男性漫画家（1979年出生）
- 2016年：肯尼·貝克，英國演員，在電影《星際大戰》中飾R2-D2[3]（1934年出生）
- 2018年：石塚運昇，日本男性聲優（1951年出生）
- 2019年：梁舜燕，香港女演員。（1932年出生）[4]
- 2025年：李新良，中國人民解放軍上將（1936年出生）
- 2025年：彭玉，中國政治人物（1941年出生）
- 2025年：櫻井智，日本女性聲優（1971年出生）

## 节假日和习俗
- 國際左撇子日
- 世界器官捐贈日[5]
- 曼哈顿计划纪念日
- 中非：獨立日
- 突尼西亞：婦女節